# Amt Ziesar
Urząd Ziesar (niem. Amt Ziesar) - urząd w Niemczech, leżący w kraju związkowym Brandenburgia, w powiecie Potsdam-Mittelmark. Siedziba urzędu znajduje się w mieście Ziesar.
W skład urzędu wchodzi sześć gmin:
1. Buckautal
2. Görzke
3. Gräben
4. Wenzlow
5. Wollin
6. Ziesar